# 根登
根登是马来西亚雪兰莪州鹅唛县的一个城镇，距离万挠约14公里，与轰埠毗邻。

## 地标与景点
- 三山国王庙
- 蓝湖(Tasik Biru)